# Barbara Ford
Pour les articles homonymes, voir Ford (homonymie) et Ford.
Barbara Ford, née Barbara Nugent Ford  est une cheffe monteuse américaine née le 16 décembre 1922 à Los Angeles en Californie (États-Unis), morte le 27 juin 1985 à Granada Hills, Californie à l'âge de 62 ans est la fille de John Ford et de Mary McBryde Smith.

## Biographie
Barbara Ford, spécialiste des effets spéciaux fait la connaissance de l'acteur américain Robert Walker sur le tournage du film La Rivière rouge. Elle se marie le 8 juillet 1948, union qui dure onze mois et cinq jours et s'achève par un divorce.

## Filmographie

### Monteuse
- 1953 : Le soleil brille pour tout le monde
- 1952 : L'Homme tranquille
- 1950 : Rio Grande
- 1949 : La Charge héroïque
- 1948 : La Rivière rouge

### Éditrice
- 1985 : Mask
- 1950 : Le Convoi des braves

### Sons
- 1980 : Scared to Death